# 嚴俊 (演員)
嚴俊（1917年12月17日—1980年8月18日），原名嚴宗琦，中国早期演員兼導演，有「千面小生」之稱。出生在中国北京。嚴俊的堂叔是嚴華，經堂嬸周璇推薦給上海國華影片公司。1948年移居香港。1957年與李丽华结婚。1970年代，嚴俊因心臟病息影，與妻子李麗華移民美國。1980年8月18日，在美國紐約家中心脏病发病逝，享年63岁。